# Argentinische Fußballnationalmannschaft (U-20-Männer)
Die argentinische U-20-Fußballnationalmannschaft ist eine Auswahlmannschaft argentinischer Fußballspieler. Sie unterliegt der Asociación del Fútbol Argentino und repräsentiert sie international auf U-20-Ebene, etwa in Freundschaftsspielen gegen die Auswahlmannschaften anderer nationaler Verbände, bei der U-20-Südamerikameisterschaft und der U-20-Weltmeisterschaft.
Die Mannschaft ist mit sechs Titeln in den Jahren 1979, 1995, 1997, 2001, 2005 und 2007 Rekord-U-20-Weltmeister. Außerdem gewann sie fünf Mal die U-20-Südamerikameisterschaft (1967, 1997, 1999, 2003 und 2015).

## Teilnahme an U-20-Fußball-Weltmeisterschaften
| 1977 | nicht qualifiziert |
| 1979 | Weltmeister        |
| 1981 | Vorrunde           |
| 1983 | 2. Platz           |
| 1985 | nicht qualifiziert |
| 1987 | nicht qualifiziert |
| 1989 | Viertelfinale      |
| 1991 | Vorrunde           |
| 1993 | disqualifiziert    |
| 1995 | Weltmeister        |
| 1997 | Weltmeister        |
| 1999 | Achtelfinale       |
| 2001 | Weltmeister        |
| 2003 | 4. Platz           |
| 2005 | Weltmeister        |
| 2007 | Weltmeister        |
| 2009 | nicht qualifiziert |
| 2011 | Viertelfinale      |
| 2013 | nicht qualifiziert |
| 2015 | Vorrunde           |
| 2017 | Vorrunde           |
| 2019 | Achtelfinale       |
| 2021 | abgesagt           |
| 2023 | Achtelfinale       |

## Teilnahme an U-20-Fußball-Südamerikameisterschaften
| 1954 | nicht teilgenommen         |
| 1958 | 2. Platz                   |
| 1964 | 6. Platz                   |
| 1967 | Sieger                     |
| 1971 | Halbfinale                 |
| 1974 | 4. Platz                   |
| 1975 | 3. Platz                   |
| 1977 | Vorrunde                   |
| 1979 | 2. Platz                   |
| 1981 | 3. Platz                   |
| 1983 | 3. Platz                   |
| 1985 | Vorrunde                   |
| 1987 | 3. Platz                   |
| 1988 | 3. Platz                   |
| 1991 | 2. Platz                   |
| 1992 | vom Turnier ausgeschlossen |
| 1995 | 2. Platz                   |
| 1997 | Sieger                     |
| 1999 | Sieger                     |
| 2001 | 2. Platz                   |
| 2003 | Sieger                     |
| 2005 | 3. Platz                   |
| 2007 | 2. Platz                   |
| 2009 | 6. Platz                   |
| 2011 | 3. Platz                   |
| 2013 | Vorrunde                   |
| 2015 | Sieger                     |
| 2017 | 4. Platz                   |
| 2019 | 2. Platz                   |
| 2023 | Vorrunde                   |

## Bekannte ehemalige Spieler
(Auswahl)
- Pablo Aimar
- Sergio Agüero
- Nicolás Burdisso
- Jorge Burruchaga
- Gabriel Calderón
- Esteban Cambiasso
- Ricardo Centurión
- Franco Costanzo
- Ramón Díaz
- Ángel Di María
- Fernando Gago
- Luciano Galletti
- Sergio Goycochea
- Luis Islas
- Diego Maradona
- Javier Mascherano
- Lionel Messi
- Juan Román Riquelme
- Maxi Rodríguez
- Sergio Romero
- Oscar Ruggeri
- Walter Samuel
- Javier Saviola
- Diego Simeone
- Juan Pablo Sorín
- Carlos Tévez